# Neve Ativ
Neve Ativ (hebrejsky נְוֵה אַטִּי״ב‎ nebo נווה אטיב‎ - doslova „Oáza ATIV“, kde Ativ je akronym jmen čtyř padlých izraelských vojáků, kteří byli zabiti při arabských útocích 30. dubna 1968 poblíž vesnice Jardena a 3. září 1968 na Golanských výšinách – Avraham Hame'iri, Tuvia Šrekinger, Ja'ir Elegarnty a Binjamin Chadad, v oficiálním přepisu do angličtiny: Newe Ativ) je izraelská osada a vesnice typu mošav na Golanských výšinách v Oblastní radě Golan.

## Geografie
Nachází se v nadmořské výšce 990 metrů, cca 55 kilometrů severovýchodně od města Tiberias, cca 85 kilometrů severovýchodně od Haify a cca 160 kilometrů severovýchodně od centra Tel Avivu. Leží na náhorní plošině v severní části Golanských výšin, na jižním úbočí masivu Hermon. Severně od vesnice protéká údolím vodní tok Nachal Guvta.
Leží v části Golanských výšin s výrazným podílem arabského respektive drúzského obyvatelstva. 2 kilometry východně od Neve Ativ leží drúzské město Madždal Šams. Vesnice Neve Ativ je na dopravní síť Golanských výšin napojena pomocí lokální silnice číslo 989.

## Dějiny
Neve Ativ leží na Golanských výšinách, které byly dobyty izraelskou armádou v roce 1967 a jsou od té doby cíleně osidlovány Izraelci. Tato osada byla založena v roce 1972. Osadnické jádro se utvořilo již v roce 1968 a jeho členové původně pobývali v Roš Pina a plánovali usazení na severovýchodním břehu Galilejského jezera, v údolí Betsaida, ale pak se rozhodli osídlit svahy hory Hermon a 20. února 1972 přišli do vysídlené syrské vesnice Džubata ez-Zeit. Na tomto místě se již předtím neúspěšně pokoušela o vytvoření trvalého izraelského osídlení skupina nazvaná רמת שלום - Ramat Šalom.
Podle zprávy vypracované roku 1977 pro Senát Spojených států amerických byla Neve Ativ (myšlena patrně nikoliv osada ale pouze osadnická skupina) založena v dubnu 1969. Ramat Šalom vznikla v roce 1968. V roce 1971 byla osada rozšířena. Součástí je lyžařský areál na hoře Hermon. 70 % příjmů mošavu plynulo z turistiky a lyžování. Během Jomkipurské války byla vesnice opuštěna, ale po ní znovu od léta 1974 obnovena. K roku 1977 se počet obyvatel Neve Ativ odhaduje na 150. Obyvatelé patřili ke stoupencům Izraelské liberální strany. V oficiální statistice se jako rok založení obce uvádí 1972.
Neve Ativ původně byla více kolektivní komunitou typu mošav šitufi, ale v roce 1977 byla přeměněna na běžný mošav. Obyvatelé se zabývají zemědělstvím a hlavně turistickým ruchem (provoz nedalekého střediska zimních sportů na hoře Hermon).Předškolní výchova dětí je zajišťována ve vesnici El Rom a základní škola v osadě Merom Golan.

## Demografie
Neve Ativ je osadou se sekulárním obyvatelstvem. Jde o menší sídlo vesnického typu s dlouhodobě stagnující populací. K 31. prosinci 2014 zde žilo 130 lidí. Během roku 2014 populace stoupla o 6,6 %.
| Rok            | 1983 | 1995 | 1999 | 2000 | 2001 | 2003 | 2004 | 2005 | 2006 | 2007 | 2008 | 2009 | 2010 | 2011 | 2012 | 2013 | 2014 |
| -------------- | ---- | ---- | ---- | ---- | ---- | ---- | ---- | ---- | ---- | ---- | ---- | ---- | ---- | ---- | ---- | ---- | ---- |
| Počet obyvatel | 102  | 148  | 153  | 156  | 184  | 161  | 167  | 173  | 174  | 175  | 175  | 124  | 117  | 110  | 114  | 122  | 130  |